# Parenclub
Een parenclub is een uitgaansgelegenheid waar stellen elkaar kunnen ontmoeten en seksuele handelingen kunnen uitvoeren.

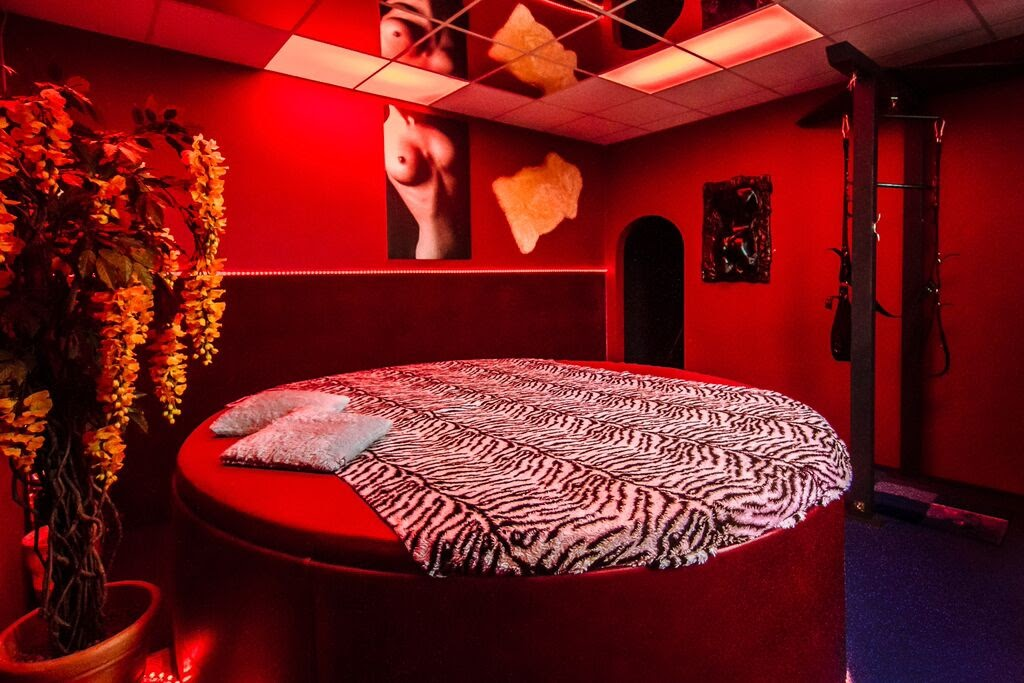
Interieur van een parenclub

De meeste parenclubs zijn ingericht op gevarieerd vermaak. Men kan er 'normaal' uitgaan. Dansen, eten, drinken, vrienden ontmoeten, nieuwe vrienden leren kennen maar daarnaast ook erotiek beleven.
Voor sommige bezoekers gaat het bezoek dan ook niet puur om seks, maar meer om het uitgaan in een sfeer van meer openheid en met meer gelijkdenkenden waar het erotiek en seks betreft.
In de meeste clubs zijn de ruimtes waarin seks bedreven wordt goed gescheiden van de dans-, eet-, en relaxruimten. Veel clubs hebben een zwembad, een sauna, en zijn zeer streng waar het gaat om hygiëne en omgangsvormen.
Seks is een belangrijk onderdeel van het bezoek aan een parenclub, maar niet verplicht. Meer dan eens komt het voor dat bezoekers naar een parenclub gaan om een gezellige avond te hebben zonder in de club bezig te zijn met seks. Ook het hebben van seks tussen de partners onderling zonder er derden bij te betrekken kan in een parenclub.
Een van de doelen om een parenclub te bezoeken kan partnerruil zijn. Partnerruil wordt ook wel gezien als swingen, hoewel men soms liever spreekt van partnerwissel. Verder zijn er vele andere vormen van erotiek toegestaan zoals biseksueel contact en seks in groepsverband.
De meeste parenclubs hebben dan ook thema avonden. Dat kunnen speciale avonden zijn voor beginners (paren die voor het eerst kennis willen maken met een parenclub), avonden voor biseksueel contact, Fetisj en SM avonden en  avonden waar alleenstaande mannen toegang hebben tot en met zogenaamde gangbang avonden waar wat grotere groepen alleenstaande mannen welkom zijn. Bij vele parenclubs zijn alleenstaande vrouwen altijd welkom. 
Het is dan ook aan te raden altijd eerst op de website van een parenclub te kijken naar de programmering voor de avond voordat je er op bezoek gaat.
Parenclubs worden bezocht door de meest uiteenlopende mensen, van jong tot oud en uit alle lagen van de bevolking. Nederland telt vele parenclubs verspreid over het hele land. Ook zijn er bordelen die enkele avonden enkel als parenclub fungeren.
Soms komt in een parenclub naast onbetaalde seks ook prostitutie voor maar dit zijn zeer hoge uitzonderingen. Bij vrijwel alle parenclubs is dit absoluut niet toegestaan en worden de betreffende bezoekers de toegang ontzegd.